# Nationaal park Corcovado (Chili)
Het Nationaal park Corcovado is een beschermd natuurgebied in Chili (Los Lagos). Het park werd opgericht in 2005 en is genoemd naar de vulkaan Corcovado (2.300 m) die in het park ligt. Het is ontstaan door samenvoeging van overheidslanden en gronden aangekocht door de Amerikaanse natuurbeschermer Doug Tompkins.
Het park omvat alpiene ecosystemen maar ook 250 km² oerbos.
Het park is rijk aan diersoorten, waaronder  enkele honderden vogelsoorten zoals kolibries en ara’s, zoogdieren zoals de zeldzame jaguar en de miereneter en reptielen zoals de leguaan.
Vanwege de grote biodiversiteit en het aantrekkelijke landschap is het park geliefd bij wandelaars. Het park is alleen met een gids te bezoeken.